# 连升三级
《连升三级》，是一传统叙事类单口相声。

## 内容
内容讲述明末地主少爷张好古娇生惯养，少不读书，成年后吃喝嫖赌，混沌无聊，明明目不识丁，偏要进京赶考。张好古在京城误撞权宦魏忠贤，魏忠贤本欲试探他的学问，派人将他送至考场，却被主考官误认为是魏忠贤的亲戚，阴错阳差地高中进士，还进入翰林院。后来魏忠贤倒台，张好古又因为他人代写的骂魏忠贤的寿联而因祸得福，加升三级。作品内容荒诞，情节奇妙，偶然性中寄寓着深刻的必然性，极富讽刺意味。